# Leo Halle
Leonard Herman Gerrit Leo Halle (ur. 26 stycznia 1906 w Deventer, zm. 15 czerwca 1992 tamże) – holenderski piłkarz, reprezentant kraju.

## Kariera klubowa
Leo, młodszy brat Jana Halle, także reprezentanta Holandii, w wieku 14 lat zapisał do zespołu Go Ahead Eagles. Do pierwszej drużyny został włączony w wieku 17 lat. W pierwszej drużynie zadebiutował w 1924, a od 1926 do 1939 roku był niekwestionowanym numer jeden w bramce Go Ahead. Dwukrotnie w sezonach 1929/30 oraz 1932/33 zdobywał wraz z zespołem mistrzostwo Holandii. Karierę piłkarską zakończył w 1942, jako jedna z największych legend w historii Go Ahead Eagles.
Na początku swojej kariery Leo był nazywany de Leeuw van Deventer („Lew z Deventer”).

## Kariera reprezentacyjna
Halle po raz pierwszy w reprezentacji zagrał 2 grudnia 1928 w meczu przeciwko reprezentacji Włoch, w którym jego zespół przegrał 2:3. W 1934 został powołany przez trenera Boba Glendenninga na Mistrzostwa Świata we Włoszech. Jego reprezentacja poległa w pierwszej rundzie ze Szwajcarią 2:3, a Halle przesiedział ten mecz na ławce rezerwowych.
Po raz ostatni w drużynie narodowej zagrał 31 października 1937 w meczu przeciwko Francji, przegranym 2:3. Łącznie Leo Halle w latach 1928–1937 zagrał w 15 spotkaniach reprezentacji Holandii.
| Mecze i gole w reprezentacji | Mecze i gole w reprezentacji | Mecze i gole w reprezentacji | Mecze i gole w reprezentacji | Mecze i gole w reprezentacji | Mecze i gole w reprezentacji | Mecze i gole w reprezentacji |
| #                            | Data                         | Miasto                       | Przeciwnik                   | Gol                          | Wynik                        | Rozgrywki                    |
| ---------------------------- | ---------------------------- | ---------------------------- | ---------------------------- | ---------------------------- | ---------------------------- | ---------------------------- |
| 1.                           | 02.12.1928                   | Mediolan                     | Włochy                       |                              | 2:3                          | towarzyski                   |
| 2.                           | 04.11.1934                   | Berno                        | Szwajcaria                   |                              | 4:2                          | towarzyski                   |
| 3.                           | 17.02.1935                   | Amsterdam                    | III Rzesza                   |                              | 2:3                          | towarzyski                   |
| 4.                           | 31.03.1935                   | Amsterdam                    | Belgia                       |                              | 4:2                          | towarzyski                   |
| 5.                           | 12.05.1935                   | Bruksela                     | Belgia                       |                              | 2:0                          | towarzyski                   |
| 6.                           | 18.05.1935                   | Amsterdam                    | Anglia                       |                              | 0:1                          | towarzyski                   |
| 7.                           | 03.11.1935                   | Amsterdam                    | Dania                        |                              | 3:0                          | towarzyski                   |
| 8.                           | 08.12.1935                   | Dublin                       | Irlandia                     |                              | 5:3                          | towarzyski                   |
| 9.                           | 12.01.1936                   | Paryż                        | Francja                      |                              | 6:1                          | towarzyski                   |
| 10.                          | 01.11.1936                   | Amsterdam                    | Norwegia                     |                              | 3:3                          | towarzyski                   |
| 11.                          | 31.01.1937                   | Düsseldorf                   | III Rzesza                   |                              | 2:2                          | towarzyski                   |
| 12.                          | 07.03.1937                   | Amsterdam                    | Szwajcaria                   |                              | 2:1                          | towarzyski                   |
| 13.                          | 04.04.1937                   | Antwerpia                    | Belgia                       |                              | 1:2                          | towarzyski                   |
| 14.                          | 02.05.1937                   | Rotterdam                    | Belgia                       |                              | 1:0                          | towarzyski                   |
| 15.                          | 31.10.1937                   | Amsterdam                    | Francja                      |                              | 2:3                          | towarzyski                   |

## Sukcesy
Go Ahead Eagles
- Mistrzostwo Holandii (2): 1929/30, 1932/33